# Campeonato Carioca 2024
In 2024 werd het 119de Campeonato Carioca gespeeld voor voetbalclubs uit de Braziliaanse staat Rio de Janeiro. De competitie werd georganiseerd door de FERJ en werd gespeeld van 17 januari tot 7 april. Flamengo werd kampioen. 
Audax Rio verhuisde dit seizoen naar de stad Saquarema. 

## Format
De top 4 uit de Taça Guanabara plaatste zich voor de finale fase. De nummers vijf tot acht speelden de Taça Rio. 

## Taça Guanabara
| Plaats | Club           | Wed. | W | G | V  | Saldo | Ptn. |
| ------ | -------------- | ---- | - | - | -- | ----- | ---- |
| 1.     | Flamengo       | 11   | 8 | 3 | 0  | 23:1  | 27   |
| 2.     | Nova Iguaçu    | 11   | 7 | 3 | 1  | 18:13 | 24   |
| 3.     | Vasco da Gama  | 11   | 6 | 4 | 1  | 20:10 | 22   |
| 4.     | Fluminense     | 11   | 6 | 3 | 2  | 17:11 | 21   |
| 5.     | Botafogo       | 11   | 6 | 2 | 3  | 19:11 | 20   |
| 6.     | Boavista       | 11   | 5 | 3 | 3  | 18:21 | 18   |
| 7.     | Portuguesa     | 11   | 3 | 5 | 3  | 9:12  | 14   |
| 8.     | Sampaio Corrêa | 11   | 3 | 1 | 7  | 14:17 | 10   |
| 9.     | Madureira      | 11   | 3 | 1 | 7  | 9:13  | 10   |
| 10.    | Volta Redonda  | 11   | 2 | 3 | 6  | 12:19 | 9    |
| 11.    | Bangu          | 11   | 2 | 2 | 7  | 12:24 | 8    |
| 12.    | Audax Rio      | 11   | 0 | 0 | 11 | 1:20  | 0    |

|  | Winnaar Taça Guanabara en geplaatst voor finale fase |
|  | Geplaatst voor finale fase                           |
|  | Geplaatst voor halve finale Taça Rio                 |
|  | Degradatie naar Série A2 2024                        |

## Taça Rio
In geval van gelijkspel in de halve finale wint de club met het beste resultaat in de groepsfase, in de finale worden er strafschoppen genomen, tussen haakjes weergegeven. 
|  | halve finale   | halve finale | halve finale | halve finale |  |          | finale | finale | finale | finale |
|  |                |              |              |              |  |          |        |        |        |        |
|  |                |              |              |              |  |          |        |        |        |        |
|  | Botafogo       | 2            | 2            | 4            |  |          |        |        |        |        |
|  | Sampaio Corrêa | 1            | 1            | 2            |  |          |        |        |        |        |
|  |                |              |              |              |  | Botafogo | 4      | 2      | 6      |        |
|  |                |              |              |              |  | Boavista | 0      | 0      | 0      |        |
|  | Boavista       | 1            | 3            | 4            |  |          |        |        |        |        |
|  | Portuguesa     | 1            | 2            | 3            |  |          |        |        |        |        |

## Finale fase
In geval van gelijkspel gaat de club met het beste resultaat in de competitie door. 
|  | halve finale  | halve finale | halve finale | halve finale |  |             | finale | finale | finale | finale |
|  |               |              |              |              |  |             |        |        |        |        |
|  |               |              |              |              |  |             |        |        |        |        |
|  | Flamengo      | 2            | 0            | 2            |  |             |        |        |        |        |
|  | Fluminense    | 0            | 0            | 0            |  |             |        |        |        |        |
|  |               |              |              |              |  | Flamengo    | 3      | 1      | 4      |        |
|  |               |              |              |              |  | Nova Iguaçu | 0      | 0      | 0      |        |
|  | Nova Iguaçu   | 1            | 1            | 2            |  |             |        |        |        |        |
|  | Vasco da Gama | 1            | 0            | 1            |  |             |        |        |        |        |

Details finale
Heen
|                |             |                                      |          |                                                                                  |
| 30 maart 17:00 | Nova Iguaçu | 0 – 3                                | Flamengo | Maracanã, Rio de Janeiro Toeschouwers: 43.778 Scheidsrechter: Alex Gomes Stefano |
| 30 maart 17:00 |             | 20' (pen) 53' Pedro 80' (own) Ronald |          | Maracanã, Rio de Janeiro Toeschouwers: 43.778 Scheidsrechter: Alex Gomes Stefano |

| Nova Iguaçu | Flamengo |

Terug
|               |                    |       |             |                                                                                  |
| 7 april 17:00 | Flamengo           | 1 – 0 | Nova Iguaçu | Maracanã, Rio de Janeiro Toeschouwers: 65.757 Scheidsrechter: Bruno Mota Correia |
| 7 april 17:00 | Bruno Henrique 72' |       |             | Maracanã, Rio de Janeiro Toeschouwers: 65.757 Scheidsrechter: Bruno Mota Correia |

| Flamengo | Nova Iguaçu |

## Totaalstand
| Plaats | Club           | Wed. | W  | G | V  | Saldo | Ptn. |
| ------ | -------------- | ---- | -- | - | -- | ----- | ---- |
| 1.     | Flamengo       | 15   | 11 | 4 | 0  | 29:1  | 37   |
| 2.     | Nova Iguaçu    | 15   | 8  | 4 | 3  | 20:18 | 28   |
| 3.     | Vasco da Gama  | 13   | 6  | 5 | 2  | 21:12 | 23   |
| 4.     | Fluminense     | 13   | 6  | 4 | 3  | 17:13 | 22   |
| 5.     | Botafogo       | 15   | 10 | 2 | 3  | 29:13 | 32   |
| 6.     | Boavista       | 15   | 6  | 4 | 5  | 22:30 | 22   |
| 7.     | Portuguesa     | 13   | 3  | 6 | 4  | 13:16 | 15   |
| 8.     | Sampaio Corrêa | 13   | 3  | 1 | 9  | 16:21 | 10   |
| 9.     | Madureira      | 11   | 3  | 1 | 7  | 9:13  | 10   |
| 10.    | Volta Redonda  | 11   | 2  | 3 | 6  | 12:19 | 9    |
| 11.    | Bangu          | 11   | 2  | 2 | 7  | 12:24 | 8    |
| 12.    | Audax Rio      | 11   | 0  | 0 | 11 | 1:20  | 0    |

|  | Kampioen, geplaatst voor Copa do Brasil 2025                      |
|  | Vicekampioen, geplaatst voor Copa do Brasil 2025                  |
|  | Uitgeschakeld in halve finale, geplaatst voor Copa do Brasil 2025 |
|  | Winnaar Taça Rio geplaatst voor Copa do Brasil 2025               |
|  | Degradatie naar Série A2 2023                                     |

### Kampioen
| Campeonato Carioca de 2023    |
| Rio de Janeiro                |
| ----------------------------- |
| FLAMENGO Kampioen (38° titel) |

## Topschutters
| Speler            | Speler        | Goals | Club        |
| ----------------- | ------------- | ----- | ----------- |
| Vlag van Brazilië | Pedro         | 11    | Flamengo    |
| Vlag van Brazilië | Carlinhos     | 8     | Nova Iguaçu |
| Vlag van Brazilië | Matheus Lucas | 7     | Boavista    |
| Vlag van Brazilië | Lelê          | 6     | Fluminense  |

1906 · 1907 · 1908 · 1909 · 1910 · 1911 · 1912 · 1913 · 1914 · 1915 · 1916 · 1917 · 1918 · 1919 · 1920 · 1921 · 1922 · 1923 · 1924 · 1925 · 1926 · 1927 · 1928 · 1929 · 1930 · 1931 · 1932 · 1933 · 1934 · 1935 · 1936 · 1937 · 1938 · 1939 · 1940 · 1941 · 1942 · 1943 · 1944 · 1945 · 1946 · 1947 · 1948 · 1949 · 1950 · 1951 · 1952 · 1953 · 1954 · 1955 · 1956 · 1957 · 1958 · 1959 · 1960 · 1961 · 1962 · 1963 · 1964 · 1965 · 1966 · 1967 · 1968 · 1969 · 1970 · 1971 · 1972 · 1973 · 1974 · 1975 · 1976 · 1977 · 1978 · 1979 (s) · 1979 · 1980 · 1981 · 1982 · 1983 · 1984 · 1985 · 1986 · 1987 · 1988 · 1989 · 1990 · 1991 · 1992 · 1993 · 1994 · 1995 · 1996 · 1997 · 1998 · 1999 · 2000 · 2001 · 2002 · 2003 · 2004 · 2005 · 2006 · 2007 · 2008 · 2009 · 2010 · 2011 · 2012 · 2013 · 2014 · 2015 · 2016 · 2017 · 2018 · 2019 · 2020 · 2021 · 2022 · 2023 · 2024